# اوجی‌ال‌ای-تی‌آر-۵۶
اوجی‌ال‌ای-تی‌آر-۵۶ یک ستاره است که در صورت فلکی کمان قرار دارد.